# 乾始
乾始是百度公司旗下量子计算研究所研发的产业级超导量子计算机，它集量子硬件、量子软件、量子应用三位一体，发布于2022年8月25日。